# Вбудований лібералізм

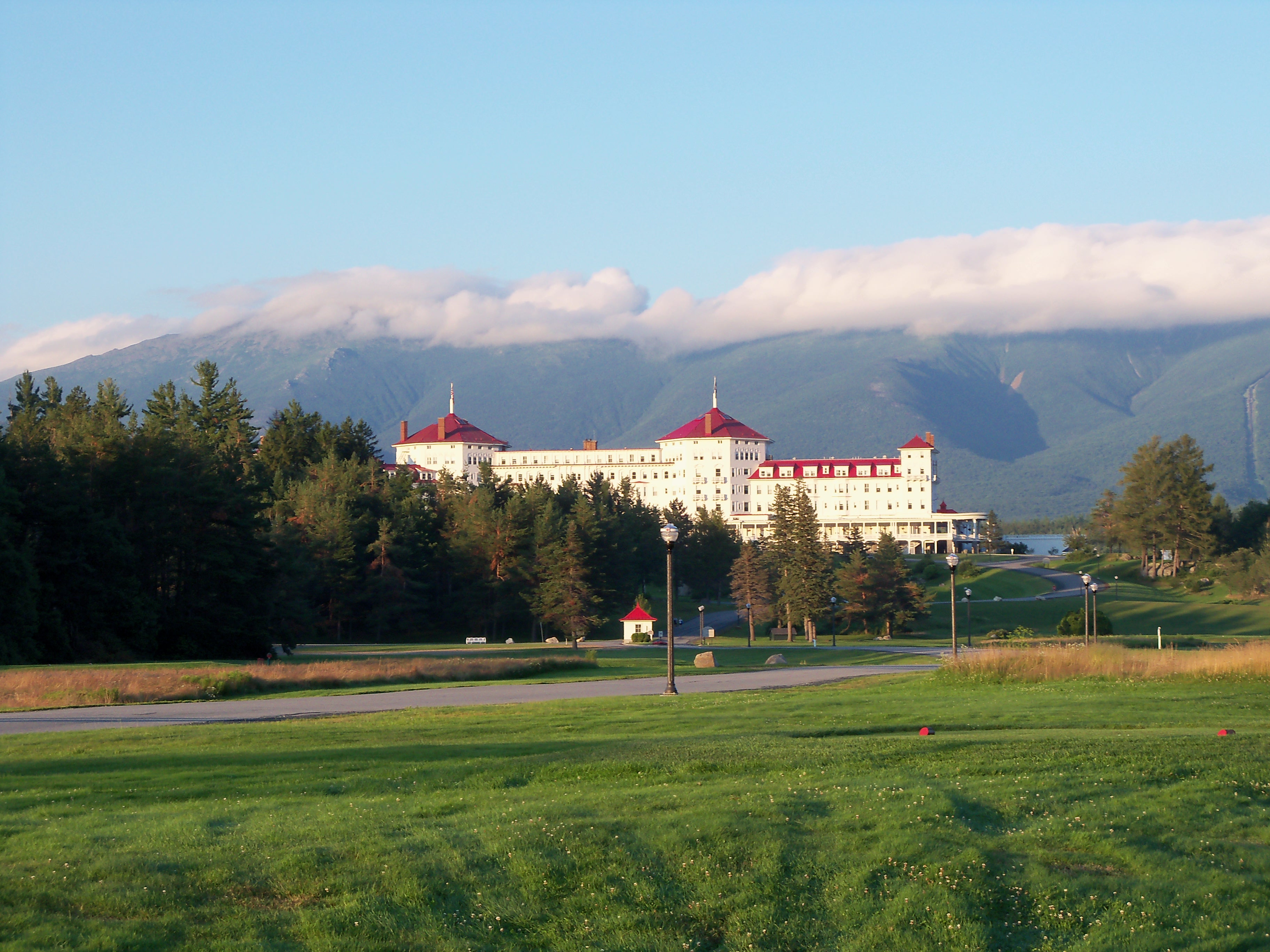
Нова міжнародна валютна система, яка втілюватиме цінності вбудованого лібералізму, була в основному розроблена на Бреттон-Вудській конференції, яка відбулася в готелі Mount Washington у 1944 році.

Вбудований лібералізм (англ. Embedded liberalism) — це термін у міжнародній політичній економії для позначення глобальної економічної системи та пов'язаної з нею міжнародної політичної орієнтації, що існувала з кінця Другої світової війни до 1970-х років. Система була створена для підтримки поєднання вільної торгівлі зі свободою держав підвищувати рівень добробуту та регулювати свою економіку з метою зменшення безробіття. Вперше термін був використаний американським політологом Джоном Раггі у 1982 році.
Мейнстримні науковці зазвичай описують вбудований лібералізм як компроміс між двома бажаними, але частково суперечливими цілями. Першою метою було відродження вільної торгівлі. До Першої світової війни міжнародна торгівля формувала значну частину світового ВВП, але класичний ліберальний порядок, який її підтримував, був зруйнований війною та Великою депресією 1930-х років. Друга мета полягала в тому, щоб дозволити національним урядам свободу надавати щедрі програми соціального забезпечення та втручатися в економіку для підтримки повної зайнятості. Ця друга мета вважалася несумісною з повним поверненням до системи вільного ринку, яка існувала наприкінці XIX століття — головним чином тому, що за умов вільного ринку міжнародного капіталу інвестори могли легко виводити гроші з країн, які намагалися впроваджувати інтервенціоністську та перерозподільчу політику.
Результатом компромісу стала Бреттон-Вудська валютна система, яка почала діяти наприкінці Другої світової війни. Система була ліберальною, оскільки мала на меті створити відкриту систему міжнародної торгівлі товарами та послугами, чому сприяли напівфіксовані обмінні курси. Водночас вона також мала на меті вбудувати ринкові сили в рамки, де вони могли б регулюватися національними урядами, а держави могли б контролювати міжнародні потоки капіталу за допомогою контролю за рухом капіталу, а також брати участь у державних стратегіях розвитку, короткострокових запозиченнях у МВФ та коригуванні валютних курсів. Для підтримки нової системи були створені нові глобальні багатосторонні інституції, такі як Світовий банк та Міжнародний валютний фонд.
Коли Джон Раггі придумав фразу «вбудований лібералізм», він спирався на більш ранню роботу Карла Поланьї, який представив концепцію відокремлення ринків від суспільства протягом XIX століття. Далі Полані припустив, що повторне вбудовування ринків стане центральним завданням для архітекторів післявоєнного світового порядку, і це було значною мірою реалізовано в результаті Бреттон-Вудської фінансової конференції. У 1950-х і 1960-х роках світова економіка процвітала в умовах вбудованого лібералізму, зростання було швидшим, ніж будь-коли до або після цього, але в 1970-х роках ця система повинна була зламатися. Робота Раггі про вбудований лібералізм спростувала теорію гегемоністської стабільності (уявлення про те, що гегемон необхідний для підтримки багатостороннього співробітництва), стверджуючи, що міжнародний порядок підтримується не лише за допомогою матеріальної сили, але й «з легітимною соціальною метою».

## Системи-попередники

### Вбудовані ринки: усі часи до 1834
Карл Поланьї стверджує, що до виникнення лібералізму XIX століття ринки, де вони взагалі існували, завжди і скрізь були вбудовані в суспільство, підпорядковані різноманітному соціальному, релігійному та політичному контролю. Форми цього контролю дуже різноманітні, наприклад, в Індії професії протягом століть визначалися кастою, а не ринковими силами. Протягом Середньовіччя фізичні ринки в Європі загалом були жорстко зарегульовані, у багатьох містах більші ринки (тоді відомі як ярмарки) дозволяли відкривати лише один або два рази на рік.
Поланьї прямо спростовує твердження Адама Сміта про те, що природно людина має «схильність до бартеру, товару і обміну»,  стверджуючи, що антропологія та економічна історія показують, що до XIX століття ринки відігравали лише незначну роль в економіці, а більш важливими методами розподілу ресурсів є взаємне дарування, централізований перерозподіл та автаркія (самодостатні домогосподарства). У той час як Поланьї визнає, що європейське суспільство почало розвиватися в напрямку сучасного капіталізму ще в XIV столітті, особливо після Славної революції та початку Промислової революції, він стверджує, що лише в 1834 році встановлення справді вільних ринків стало можливо. Поланьї називає це відокремлення ринків від суспільства «особливим відхиленням» (англ. singular departure)  від усього, що було раніше в історії людства. До XIX століття міжнародна торгівля займала дуже незначну частку у співвідношенні до світового ВВП.

### Класичний лібералізм: відділення ринків, 1834–1930-ті роки
Згідно з Поланьї, ключовою подією 1834 року, яка дозволила відбутися вільним ринкам у Великій Британії (найбільшій економіці світу на той час), було скасування вуличних пільг (англ. Poor Law Amendment Act 1834), що відбулося після захоплення політичної влади середніми класами в 1832 році. Оскільки безробітні бідні не могли отримати будь-яку фінансову допомогу, окрім як потрапити до робітних будинків (англ. workhouses), і коли робітні будинки стали набагато більш репресивними, ніж вони були раніше, безробітні були схильні йти на будь-яке можливе, щоб отримати роботу, що створило вільний ринок праці. Поланьї визнає, що протягом XIX століття вільний ринок зміг забезпечити безпрецедентний матеріальний прогрес. Він також стверджує, що це спричинило величезні труднощі для широких верств населення, оскільки, як це не парадоксально, швидке загальне зростання добробуту супроводжувалося швидким зростанням кількості жебраків. Певною мірою це явище спостерігалося як у Європі, так і у Великій Британії від зорі аграрної революції, прискорившись із промисловою революцією в середині XVIII століття, але воно стало більш гострим після 1834 року.
І в Британії, і в Європі робітничі рухи та інші форми опору виникли майже відразу, хоча вони мали незначний тривалий вплив на основну політику до 1880-х років. У Британії, хоча десятки тисяч померли від голоду або були змушені працювати в робітних будинках і займатися проституцією, соціальні заворушення були відносно низькими, оскільки в цілому навіть робітничий клас швидко отримував вигоду від зростання добробуту. Частково це було пов’язано з раннім прийняттям Великобританією вільного ринку та її лідерством у промисловій революції. У континентальній Європі заворушення спалахнули під час протестів 1848 року, після чого Карл Маркс і Фрідріх Енгельс започаткували свій Комуністичний маніфест, хоча це не мало великого негайного ефекту. Здебільшого з 1834 року до 1870-х років ідеологія вільного ринку користувалася майже безперечним пануванням у Великій Британії та поширювала свій вплив за кордоном. У 1848 році лорд Маколей опублікував свою «Історію Англії». Хоча Маколей в основному озирався на XVII століття, він також передбачав потужний тріумф лібералізму вільного ринку.
До 1880-х років було введено різні заходи захисту ринку праці, що змусило Герберта Спенсера, на той час чи не найвидатнішого прихильника економічного лібералізму у світі, підняти тривогу щодо зростання потужності соціалізму. Поланьї пояснив це з точки зору подвійного руху діалектичного процесу маркетизації разом із протилежним поштовхом до соціального захисту від цієї маркетизації. Наприкінці XIX та на початку XX сторіччя у сфері політики, трудових відносин і торгівлі прихильники вільного ринку зазнали подальшої невдачі через інтелектуальні та моральні нападки з боку неформальних мереж прогресивних реформаторів. Це включало такі групи, як фабіанці; такі особи, як Кейр Харді та Папа Лев XIII з його соціальною енциклікою Rerum novarum; і такі національні лідери, як Отто фон Бісмарк і Девід Ллойд Джордж, які обидва представили ранніх попередників держави загального добробуту. У Сполучених Штатах цей період був названий Епохою Прогресивізму. Інші події, не обов’язково пов’язані з прогресивним рухом, але все ще протидіючі вільному ринку, включали різні країни, такі як Сполучені Штати, які значно підвищили свої торговельні тарифи. Навпаки, у середовищі академічного середовища та практики міжнародних фінансів вільне ринкове мислення залишалося переважно до 1930-х років. Хоча золотий стандарт був призупинений Першою світовою війною, міжнародні фінансисти значною мірою успішно відновили його в 1920-х роках. Лише після кризи 1931 року Британія вирішила залишити золотий стандарт, а Сполучені Штати пішли за нею у 1933 році. До середини 1930-х років глобальний ліберальний економічний порядок зазнав краху, а стара, високоінтегрована система торгівлі була замінена певною кількістю закритих господарських блоків. Подібним чином у мейнстрімній економіці мислення вільного ринку було підірвано в 1930-х роках успіхом Нового курсу та Кейнсіанської революції. Після перехідного періоду та Другої світової війни вбудований лібералізм став домінуючою економічною системою.

## Вбудований лібералізм: 1945–1970-ті роки

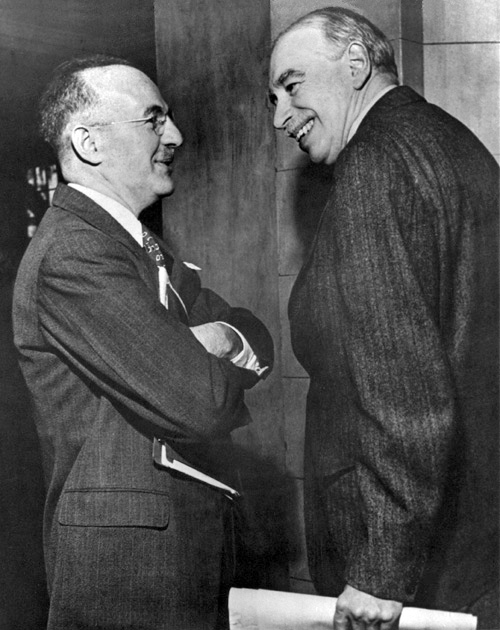
Джон Мейнард Кейнс (праворуч) і Гаррі Декстер Уайт на конференції в Бреттон-Вудсі, де було створено ключові інституції, які підтримуватимуть вбудований лібералізм.

Мейнстрімні вчені, такі як Джон Раггі, схильні розглядати вбудований лібералізм як компроміс між бажанням зберегти якомога більше переваг системи вільного ринку попередньої епохи, а також дозволом державам мати автономію для проведення внутрішньої політики інтервенціонізму та соціального забезпечення. Передбачаючи трилему, яка пізніше буде сформульована як «неможлива трійця», Джон Мейнард Кейнс і Гаррі Декстер Уайт стверджували, що свобода руху капіталу суперечить як свободі національної держави проводити економічну політику, засновану на їхніх внутрішніх обставинах, так і системі напівфіксованих обмінних курсів, яка була широко визнана важливою для максимізації міжнародної торгівлі товарами та послугами. Отже, було широко погоджено, що держави будуть вільні запроваджувати контроль над рухом капіталу, що допоможе їм одночасно підтримувати як фіксовані обмінні курси, так і, за бажання, експансійну внутрішню політику. Протягом 1950-х і 1960-х років вбудований лібералізм і кейнсіанська економіка були настільки популярні, що консервативні політики виявили, що їм довелося в основному прийняти їх, щоб мати шанс бути обраними. Особливо це стосувалося Британії і було названо післявоєнним консенсусом, а подібний, хоча й дещо менш кейнсіанський консенсус існував в інших місцях, зокрема в Сполучених Штатах.

Вчені-марксисти, як правило, погоджуються з панівною точкою зору, хоча вони наголошують на вбудованому лібералізмі як на компромісі між класовими інтересами, а не між різними бажаними, але частково несумісними цілями. Девід Гарві стверджує, що наприкінці Другої світової війни головною метою була розробка економічного плану, який не призведе до повторення Великої депресії 1930-х років. Гарві стверджує:
Щоб забезпечити внутрішній мир і спокій, необхідно було вибудувати якийсь класовий компроміс між капіталом і працею. Тогочасне мислення, мабуть, найкраще відображає впливовий текст двох видатних соціологів, Роберта Даля та Чарльза Ліндблома, опублікований у 1953 році. Вони стверджували, що капіталізм і комунізм у своїх необроблених формах зазнали краху. . Єдиним шляхом уперед було побудувати правильне поєднання держави, ринку та демократичних інститутів, щоб гарантувати мир, інтеграцію, добробут і стабільність.
Гарві зазначає, що за цією новою системою вільна торгівля регулювалася «за системою фіксованих обмінних курсів, які були закріплені конвертованістю долара США в золото за фіксованою ціною. Фіксовані обмінні курси були несумісні з вільними потоками капіталу». Крім того, у всьому світі було визнано, що «держава повинна зосереджуватися на повній зайнятості, економічному зростанні та добробуті своїх громадян і що державна влада має вільно розгортатися поряд із ринком або, якщо необхідно, втручатися в нього чи навіть замінювати його процеси для досягнення цих цілей». Він також стверджує, що цю нову систему стали називати вбудованим лібералізмом, щоб «сигналізувати про те, як ринкові процеси, підприємницька та корпоративна діяльність були оточені мережею соціальних і політичних обмежень і регуляторним середовищем, яке іноді стримувало, а в інших випадках призводило до шлях в економічну та промислову стратегію».
У 1960 році Деніел Белл опублікував «Кінець ідеології», де відзначив те, що, як він очікував, буде довготривалою зміною, коли екстремальне мислення вільного ринку назавжди відсунуто на периферію. Проте Гарві стверджує, що в той час як вбудований лібералізм призвів до сплеску економічного процвітання, який став визначальним для 1950-х і 1960-х років, система почала давати тріщини, починаючи з кінця 1960-х років. 1970-ті роки були визначені збільшенням накопичення капіталу, безробіттям, інфляцією (або стагфляцією, як її називали) і різними фіскальними кризами. Він зазначає, що «вбудований лібералізм, який забезпечив високі темпи зростання принаймні передовим капіталістичним країнам після 1945 року, явно вичерпався і більше не працює». Почала розвиватися низка теорій щодо нових систем, що призвело до широких дебатів між тими, хто прихильниками «соціальної демократії та централізованого планування, з одного боку», і тими, «стурбованими звільненням корпоративної та ділової влади та відновленням ринкових свобод, з іншого боку». Гарві зазначає, що до 1980 року остання група стала лідером, захищаючи та створюючи глобальну економічну систему, яка стане відомою як неолібералізм.

## Наступні системи

### Неолібералізм: перерозподіл ринків, 1981–2009
Після перехідного періоду 1970-х років неоліберальна ера, як зазвичай кажуть, почалася приблизно в 1980 році. Економічні історики також називають епохою Вашингтонського консенсусу, її поява ознаменувалася приходом до влади Маргарет Тетчер у Великобританії та Рональда Рейгана в США. Хоча не було спроб відродити попередню систему фіксованих валютних курсів у глобальному масштабі, неолібералізм підтримував подібну прихильність до вільної торгівлі, як це було в попередню епоху. Подібно до епохи класичного економічного лібералізму, неолібералізм передбачав поділ ринків. На політичному рівні деякі з головних змін стосувалися тиску на уряди з метою скасування контролю над капіталом і утримання від економічних втручань. Однак багато інституцій, створених у попередню епоху, залишилися на місці, а ідеологія вільного ринку ніколи не стала такою впливовою, як це було в роки найбільшого піднесення класичного лібералізму. У статті 1997 року Джон Раггі сам обговорював, як частина захисту, отриманого для працівників із вбудованим ліберальним компромісом, все ще існує, хоча він попереджав, що її розмиває розвиток ринкових сил.
У Великобританії та Сполучених Штатах внутрішні реформи вільного ринку проводилися найбільш агресивно приблизно з 1980–1985 років. Проте з глобальної точки зору, роками піку неоліберального впливу були 1990-ті роки. Після розпаду Радянського Союзу в 1991 році відбулося прискорення темпів, з якими країни в усьому світі вирішили або були змушені впроваджувати реформи вільного ринку. У 1992 році політолог Френсіс Фукуяма у своїй роботі «Кінець історії та остання людина» припустив, що вільний ринковий капіталізм у поєднанні з ліберальною демократією може бути стабільною кінцевою точкою соціальної еволюції людства. Проте до 1999 року різні несприятливі економічні події, особливо Азійська фінансова криза 1997 року та жорстка реакція Міжнародного валютного фонду, вже призвели до того, що політика вільного ринку була принаймні частково дискредитована в очах політиків країн, що розвиваються, особливо в Азії і в Південній Америкці.

### Пост-Вашингтонський консенсус: змішаний лібералізм, 2009–дотепер
На хвилі фінансової кризи 2007–2008 років кілька журналістів, політиків і високопосадовців глобальних установ, таких як Світовий банк, почали говорити, що Вашингтонський консенсус закінчився. У рамках кейнсіанського відродження 2008–2009 рр. на короткий час з’явилася перспектива повернення до вбудованого лібералізму — відбувся сплеск глобальної співпраці з боку політичних діячів світу, коли кілька глав держав закликали до «нового Бреттон-Вудса». Проте до 2010 року короткочасний консенсус щодо повернення до кейнсіанської політики розпався. Економічний історик Роберт Скідельскі припустив, що ще занадто рано визначати характеристики нового глобального економічного порядку, і може статися, що єдиного порядку не виникне. Наприклад, із зростанням БРІК та інших країн, що розвиваються, стає менше можливостей для однієї держави ефективно встановлювати правила для решти світу.
Станом на кінець 2011 року спостерігалися певні тенденції, що відповідають відходу від економічного лібералізму, включаючи зростаюче схвалення повернення до використання контролю над капіталом, макропруденційного регулювання та державного капіталізму. З іншого боку, Китай поступово звільняв свій капітальний рахунок аж до 2012 року, тоді як у Сполучених Штатах Рух чаювання став потужною політичною силою з членами, які, здається, віддані більш чистому баченню вільного ринку, ніж існувало. з часів піку класичного лібералізму в 1840-х роках. У 2011 році професор Кевін Галлахер припустив, що замість того, щоб керуватися єдиною ідеологією, як це було в попередні епохи, новостворений глобальний порядок перебуває під впливом «різновидів лібералізму». Однак у 2013 році Джордж Монбіо заявив, що неолібералізм залишається впливовою ідеологією.
За словами Едварда Менсфілда та Ніти Рудри, цифрова революція підірвала вбудований лібералізм, сприяючи поширенню в глобальних ланцюгах поставок, сприяючи автоматизації, з’єднуючи капітал у розвинених країнах із робочою силою у країнах, що розвиваються, та зміцнюючи транснаціональні корпорації.

## Подальше читання
- Cohen, Joseph Nathan; Centeno, Miguel Angel (July 2006). Neoliberalism and Patterns of Economic Performance, 1980–2000. The Annals of the American Academy of Political and Social Science. 606 (1): 32—67. doi:10.1177/0002716206288751. ISSN 0002-7162.

## Зовнішні посилання
- Comparison table of embedded liberalism and neoliberalism from Cohen & Centeno 2006

1. ↑  Ruggie, John Gerard (1982). International Regimes, Transactions, and Change: Embedded Liberalism in the Postwar Economic Order. International Organization. 36 (2): 379—415. doi:10.1017/S0020818300018993. ISSN 0020-8183. JSTOR 2706527. S2CID 36120313.
2. ↑  Helleiner, Eric (2019). The life and times of embedded liberalism: legacies and innovations since Bretton Woods. Review of International Political Economy. 26 (6): 1112—1135. doi:10.1080/09692290.2019.1607767. ISSN 0969-2290. S2CID 198646716.
3. ↑  Mansfield, Edward D.; Rudra, Nita (2021). Embedded Liberalism in the Digital Era. International Organization (англ.). 75 (2): 558—585. doi:10.1017/S0020818320000569. ISSN 0020-8183. SSRN 3719975.
4. ↑  In addition to chapter 3–6 of Polanyi (1944), for a wide-ranging and easily digestible discussion of these restrictions see chapter 1 of The Worldly Philosophers by Robert Heilbroner.
5. ↑  Polanyi, 1944, p. 45.
6. ↑  Polanyi, 1944, passim, especially chapters 7–12.
7. ↑  Ravenhill, 2005, pp. 12, 156–163.
8. ↑  Cockett, 1995, pp. 321–333.
9. ↑  Eichengreen, Barry (2019). Globalizing Capital: A History of the International Monetary System (вид. 3rd). Princeton University Press. с. 2—3. doi:10.2307/j.ctvd58rxg. ISBN 978-0-691-19390-8. JSTOR j.ctvd58rxg. S2CID 240840930.
10. ↑  Polanyi, 1944, pp. 148–154.
11. ↑  Polanyi cites The Man Versus the State (1884) where Spencer provides a long list of what he saw as undesirable state interventions into economic affairs. Polyani goes on to says Spencer was wrong to blame socialism, arguing that the interventions resulted from pragmatic reactions by policy makers to the stresses caused by the free market, thus socialism was not to become a powerful political force until a few decades later.
12. ↑  The link between progressive developments in the United States and Europe is covered in Polyani's Great Transformation (1944), but for a much more detailed account see Atlantic Crossings: Social Politics in a Progressive Age (2000) by Daniel Rodgers.
13. ↑  Ravenhill, 2005, pp. 12, 156–163.
14. ↑  Polanyi, 1944, passim, especially p. 1–7.
15. ↑  Blyth, 2002, p. 3–5.
16. ↑  Johnathan Kirshner (1999). Keynes, capital mobility and the crisis of embedded liberalism. Review of International Political Economy. 6:3, Autumn: 313—337.
17. ↑  McNamara, 1999, pp. 54–55, 82–87.
18. ↑  Blyth, 2002, passim, especially p. 2–5.
19. ↑  Such as Keynesian public spending to boost employment and low interest. In the absence of capital controls, investors would tend to move their money away from  countries that pursued such policies, causing downward pressure on the domestic currency that would make the maintenance of fixed exchange rates difficult or impossible.
20. ↑  Blyth, 2002, passim.
21. ↑  Harvey, 2005, passim.
22. ↑  Harvey, 2005, стор. 10.
23. ↑  Harvey, 2005, p. 11.
24. ↑  Cockett, 1995, pp. 321–333.
25. ↑  Harvey, 2005, p. 12.
26. ↑  Harvey, 2005, p. 12.
27. ↑  Harvey, 2005, p. 12.
28. ↑  Harvey, 2005, p. 13.
29. ↑  Harvey, 2005, p. 13.
30. ↑  John Ruggie (1 січня 1997). Globalization and the Embedded Liberalism Compromise: The End of an Era?. Max Planck Institute for the Study of Societies. Архів оригіналу за 10 вересня 2015. Процитовано 4 липня 2012.
31. ↑  Bateman, 2010, chapter 1.
32. ↑  Some scholars such as David Graeber credit the global justice movement with a leading role in reducing the influence of free market ideology on Asia and South America (see for example his book Debt: The First 5000 Years), though others point to a change of heart at the top, with politicians and senior official in multilateral organisations like the International Monetary Fund themselves losing faith in free market thinking. For more on the historical opposition to neoliberalism in Asia, see also Beijing Consensus and Mumbai Consensus. For more on the retreat from neoliberallism in Latin America, see the pink tide.
33. ↑  Green, Duncan (2003). Silent Revolution: The Rise and Crisis of Market Economics in Latin America. New York University Press. с. passim. ISBN 1-58367-091-2.
34. ↑  Ravenhill, 2005, pp. 12, 156–163.
35. ↑  Skidelsky, Robert (2009). Keynes: The Return of the Master. Allen Lane. с. 101, 102, 116—117. ISBN 978-1-84614-258-1.
36. ↑  Cooper, Helene; Savage, Charlie (10 жовтня 2008). A Bit of 'I Told You So' Outside World Bank Talks. The New York Times. Процитовано 17 листопада 2010.
37. ↑  Painter, Anthony (10 квітня 2009). The Washington consensus is dead. The Guardian. Процитовано 17 листопада 2010.
38. ↑  Prime Minister Gordon Brown: G20 Will Pump Trillion Dollars Into World Economy. Sky News. 2 квітня 2009.
39. ↑  Farrell, Henry; Quiggin, John (March 2012). Consensus, Dissensus and Economic Ideas: The Rise and Fall of Keynesianism During the Economic Crisis (PDF). The Center for the Study of Development Strategies. Архів оригіналу (PDF) за 25 серпня 2013. Процитовано 29 травня 2012.
40. ↑  As was largely the case for most of the previous two centuries, where Britain and the United States had performed this role.
41. ↑  Several large developing states had already been practicing forms of state capitalism throughout the neoliberal era, but often it was justified as short term measures to protect infant industries and economies until they were sufficiently well developed to compete in the free market. After the crises, state capitalism became more common and several states became increasingly unapologetic about it. See Ian Bremmer's book The End of the Free Market: Who Wins the War Between States and Corporations.
42. ↑  See Thomas Frank's 2012 book Pity the Billionaire.
43. ↑  Gallagher, Kevin (20 лютого 2011). Regaining Control? - Capital Controls and the Global Financial Crisis (PDF). University of Massachusetts Amherst. Процитовано 3 липня 2012.
44. ↑  Monbiot, George (14 січня 2013). If you think we're done with neoliberalism, think again. The Guardian. Процитовано 15 грудня 2013.
45. ↑  Mansfield, Edward D.; Rudra, Nita (2021). Embedded Liberalism in the Digital Era. International Organization (англ.). 75 (2): 558—585. doi:10.1017/S0020818320000569. ISSN 0020-8183. SSRN 3719975.